# Baikal MCM
La Baikal MCM (Margolin) è una pistola semiautomatica progettata da Mikhail Margolin nel 1948 e costruite dalla Baikal Russia. La MCM, anche conosciuta come Margolin, è una pistola realizzata per partecipare alle gare di tiro a segno sui 25 metri con arma corta.
La MCM fece il suo debutto internazionale ai Campionati del Mondo del 1954 a Caracas, risultando subito molto precisa al punto che la nazionale sovietica la utilizzò per partecipare a competizioni internazionali fino al finire degli anni '70.
Oggi la MCM è ancora in produzione ma alla tradizionale standard è stata affiancata la "Margo", una versione da difesa con canna accorciata a 98 mm.